# Саррі (графство, Ямайка)
Саррі (англ. Surrey County, ям. креол Sori Kounti) — найменше за площею з трьох історичних графств Ямайки. Адміністративний центр графства - місто Кінгстон яке одночасно є центром округи (приходу) Кінгстон і столицею всієї держави.

## Історія
Всі три графства Ямайки були утворені в 1758 році. Східне графство Ямайки було названо на честь однойменного графства на півдні Англії .

## Населення
За даними 2011 року, в графстві проживає 823 689 осіб на території 2 009,3 км². За щільністю населення графство займає 1-е місце в країні - 409,94 чол./км².

## пам'ятки
У графстві розташована гавань Кінгстон, яка займає сьому сходинку в списку найбільших природних гаваней світу. На березі цієї гавані, на західному краю коси Палісадос, знаходиться місто Порт-Роял, «скарбниця Вест-Індії» і «одне з найбільш аморальних місць на Землі», яке протягом півтора століття був торговим центром всього Карибського регіону. Землетрус 1692 року майже повністю знищив це місто.

## Парафії
Графство розділене на чотири округи (приходи) (на карті виділено жовтим):
| Графство Саррі |                |           |                |                        |
| № на карті     | Приход         | Площа км² | Населення 2011 | Адміністративний центр |
| 11             | Кінгстон       | 21,8      | 96 052         | Кінгстон               |
| 12             | Портленд       | 814,0     | 80 205         | Порт-Антоніо           |
| 13             | Сент-Ендрю     | 430,7     | 555 828        | Хаф-Вей-Три            |
| 14             | Сент-Томас     | 742,8     | 91 604         | Морант-Бей             |
|                | Графство Capps | 2 009,3   | 823 689        |                        |